# Superman (saga, 1978-1987)
Pour les articles homonymes, voir Superman (homonymie).
 Pour plus de détails, voir Fiche technique et Distribution
La saga Superman est une série de quatre films adaptée de la bande dessinée créée par Jerry Siegel et Joe Shuster et initiée par les producteurs Alexander et Ilya Salkind. Elle est constituée de Superman (1978), Superman 2 (1980), Superman 3 (1983) et Superman 4 (1987).

## Fiche technique
|                         | Films                                                                      | Films                                                                      | Films                                                                      | Films                                                                      |
| Superman (1978)         | Superman 2 (1980)                                                          | Superman 3 (1983)                                                          | Superman 4 (1987)                                                          |                                                                            |
| ----------------------- | -------------------------------------------------------------------------- | -------------------------------------------------------------------------- | -------------------------------------------------------------------------- | -------------------------------------------------------------------------- |
| Réalisation             | Richard Donner                                                             | Richard Lester                                                             | Richard Lester                                                             | Sidney J. Furie                                                            |
| Scénario                | Mario Puzo                                                                 | Mario Puzo                                                                 |                                                                            |                                                                            |
| Scénario                | David Newman                                                               |                                                                            |                                                                            |                                                                            |
| Scénario                | Leslie Newman                                                              |                                                                            |                                                                            |                                                                            |
| Scénario                | Robert Benton                                                              |                                                                            |                                                                            |                                                                            |
| Scénario                |                                                                            |                                                                            | Lawrence Konner                                                            |                                                                            |
| Scénario                |                                                                            |                                                                            | Mark Rosenthal                                                             |                                                                            |
| Histoire                | Mario Puzo                                                                 | Mario Puzo                                                                 |                                                                            |                                                                            |
| Histoire                |                                                                            |                                                                            | Christopher Reeve                                                          |                                                                            |
| Histoire                |                                                                            |                                                                            | Lawrence Konner                                                            |                                                                            |
| Histoire                |                                                                            |                                                                            | Mark Rosenthal                                                             |                                                                            |
| Photographie            | Geoffrey Unsworth                                                          | Geoffrey Unsworth                                                          |                                                                            |                                                                            |
| Photographie            | Robert Paynter                                                             |                                                                            |                                                                            |                                                                            |
| Photographie            |                                                                            |                                                                            | Ernest Day                                                                 |                                                                            |
| Montage                 | Stuart Baird                                                               |                                                                            |                                                                            |                                                                            |
| Montage                 | John-Victor Smith                                                          |                                                                            |                                                                            |                                                                            |
| Montage                 |                                                                            |                                                                            | John Shirley                                                               |                                                                            |
| Décors                  | John Barry                                                                 | John Barry                                                                 |                                                                            |                                                                            |
| Décors                  | Peter Murton                                                               |                                                                            |                                                                            |                                                                            |
| Décors                  |                                                                            |                                                                            | John Graysmark                                                             |                                                                            |
| Costumes                | Yvonne Blake                                                               | Yvonne Blake                                                               |                                                                            |                                                                            |
| Costumes                | Richard Bruno                                                              |                                                                            |                                                                            |                                                                            |
| Costumes                | Sue Yelland                                                                |                                                                            |                                                                            |                                                                            |
| Costumes                |                                                                            | Evangeline Harrison                                                        |                                                                            |                                                                            |
| Costumes                |                                                                            |                                                                            | John Bloomfeld                                                             |                                                                            |
| Musique                 | John Williams                                                              |                                                                            |                                                                            |                                                                            |
| Musique                 | Ken Thorne                                                                 |                                                                            |                                                                            |                                                                            |
| Musique                 |                                                                            | Giorgio Moroder                                                            |                                                                            |                                                                            |
| Musique                 |                                                                            |                                                                            | Alexander Courage                                                          |                                                                            |
| Production              | Pierre Spengler                                                            | Pierre Spengler                                                            | Pierre Spengler                                                            |                                                                            |
| Production              |                                                                            |                                                                            | Menahem Golan                                                              |                                                                            |
| Production              |                                                                            |                                                                            | Yoram Globus                                                               |                                                                            |
| Production exécutive    | Alexander Salkind                                                          | Alexander Salkind                                                          | Alexander Salkind                                                          |                                                                            |
| Production exécutive    | Ilya Salkind                                                               |                                                                            |                                                                            |                                                                            |
| Production exécutive    |                                                                            |                                                                            | Michael J. Kagan                                                           |                                                                            |
| Production déléguée     | Charles F. Greenlaw                                                        |                                                                            |                                                                            |                                                                            |
| Production déléguée     | Robert Simmonds                                                            |                                                                            |                                                                            |                                                                            |
| Production déléguée     |                                                                            |                                                                            | Graham Easton                                                              |                                                                            |
| Société de distribution | Warner Bros                                                                | Warner Bros                                                                | Warner Bros                                                                | Warner Bros                                                                |
| Genre                   | Film de science-fiction, Film de super-héros, Adaptation cinématographique | Film de science-fiction, Film de super-héros, Adaptation cinématographique | Film de science-fiction, Film de super-héros, Adaptation cinématographique | Film de science-fiction, Film de super-héros, Adaptation cinématographique |
| Durée                   | 138 minutes 145 minutes (version restaurée au États-Unis)                  | 121 minutes 116 minutes (Richard Donner Cut)                               | 119 minutes                                                                | 86 minutes                                                                 |
| Date de sortie          | 15 décembre 1978                                                           | 19 juin 1981                                                               | 17 juin 1983                                                               | 24 juillet 1987                                                            |
| Date de sortie          | 26 janvier 1979                                                            | 9 décembre 1980                                                            | 10 août 1983                                                               | 28 octobre 1987                                                            |

## Distribution
| Rôle                                          | Films                                       | Films                                       | Films                                       | Films                                       |
| Rôle                                          | Superman (1978)                             | Superman 2 (1980)                           | Superman 3 (1983)                           | Superman 4 (1987)                           |
| Personnages introduits par le film Superman   | Personnages introduits par le film Superman | Personnages introduits par le film Superman | Personnages introduits par le film Superman | Personnages introduits par le film Superman |
| --------------------------------------------- | ------------------------------------------- | ------------------------------------------- | ------------------------------------------- | ------------------------------------------- |
| Superman / Clark Kent                         | Christopher Reeve                           | Christopher Reeve                           | Christopher Reeve                           | Christopher Reeve                           |
| Lois Lane                                     | Margot Kidder                               | Margot Kidder                               | Margot Kidder                               | Margot Kidder                               |
| Lex Luthor                                    | Gene Hackman                                | Gene Hackman                                |                                             | Gene Hackman                                |
| Perry White                                   | Jackie Cooper                               | Jackie Cooper                               | Jackie Cooper                               | Jackie Cooper                               |
| Jimmy Olsen                                   | Marc McClure                                | Marc McClure                                | Marc McClure                                | Marc McClure                                |
| Jor-El                                        | Marlon Brando                               |                                             |                                             |                                             |
| Lara                                          | Susannah York                               | Susannah York                               |                                             | Susannah York (voix)                        |
| Otis                                          | Ned Beatty                                  | Ned Beatty                                  |                                             |                                             |
| Eve Teschmacher                               | Valerie Perrine                             | Valerie Perrine                             |                                             |                                             |
| Jonathan 'Pa' Kent                            | Glenn Ford                                  |                                             |                                             |                                             |
| Martha 'Ma' Kent                              | Phyllis Thaxter                             |                                             |                                             |                                             |
| Général Zod                                   | Terence Stamp                               | Terence Stamp                               |                                             |                                             |
| Ursa                                          | Sarah Douglas                               | Sarah Douglas                               |                                             |                                             |
| Non                                           | Jack O'Halloran                             | Jack O'Halloran                             |                                             |                                             |
| Clark Kent jeune                              | Jeff East                                   |                                             |                                             |                                             |
| Clark Kent jeune                              | Christopher Reeve (voix)                    |                                             |                                             |                                             |
| Lana Lang                                     | Diane Sherry                                |                                             | Annette O'Toole                             |                                             |
| Brad Wilson                                   | Brad Flock                                  |                                             | Gavan O'Herlihy                             |                                             |
| 1er conseiller de Krypton                     | Trevor Howard                               |                                             |                                             |                                             |
| 2d conseiller de Krypton                      | Harry Andrews                               |                                             |                                             |                                             |
| Vond-Ah                                       | Maria Schell                                |                                             |                                             |                                             |
| l'inspecteur Patterson                        | Steve Kahan                                 |                                             |                                             |                                             |
| l'inspecteur Harry                            | Ray Hassett                                 |                                             |                                             |                                             |
| le major                                      | Larry Hagman                                |                                             |                                             |                                             |
| Warden                                        | Roy Stevens                                 |                                             |                                             |                                             |
| Personnages introduits par le film Superman 2 |                                             |                                             |                                             |                                             |
| le président                                  |                                             | E.G. Marshall                               |                                             |                                             |
| le shérif                                     |                                             | Clifton James                               |                                             |                                             |
| Leueen                                        |                                             | Leueen Willoughby                           |                                             |                                             |
| Alice                                         |                                             | Robin Pappas                                |                                             |                                             |
| un terroriste                                 |                                             | Richard Griffiths                           |                                             |                                             |
| Rocky, le client du Fast Food                 |                                             | Pepper Martin                               |                                             |                                             |
| le reporter TV                                |                                             | Richard Parmentier                          |                                             |                                             |
| Personnages introduits par le film Superman 3 |                                             |                                             |                                             |                                             |
| Gus Gorman                                    |                                             |                                             | Richard Pryor                               |                                             |
| Vera Webster                                  |                                             |                                             | Annie Ross                                  |                                             |
| Lorelei Ambroisia                             |                                             |                                             | Pamela Stephenson                           |                                             |
| Ross Webster                                  |                                             |                                             | Robert Vaughn                               |                                             |
| Ricky Lang                                    |                                             |                                             | Paul Kaethler                               |                                             |
| le chef des pompiers                          |                                             |                                             | Al Matthews                                 |                                             |
| l'agent du barrage de police                  |                                             |                                             | Shane Rimmer                                |                                             |
| le maire de Smallville                        |                                             |                                             | Gordon Signer                               |                                             |
| Personnages introduits par le film Superman 4 |                                             |                                             |                                             |                                             |
| Lenny                                         |                                             |                                             |                                             | Jon Cryer                                   |
| David Warfield                                |                                             |                                             |                                             | Sam Wanamaker                               |
| Lacy Warfield                                 |                                             |                                             |                                             | Mariel Hemingway                            |
| Nuclear Man                                   |                                             |                                             |                                             | Mark Pillow                                 |
| Nuclear Man                                   |                                             |                                             | Gene Hackman (voix)                         |                                             |
| Jeremy                                        |                                             |                                             |                                             | Damian McLawhorn                            |
| Harry Howler                                  |                                             |                                             |                                             | William Hootkins                            |
| Jean-Pierre Dubois                            |                                             |                                             |                                             | Jim Broadbent                               |
| le général Romoff                             |                                             |                                             |                                             | Stanley Lebor                               |
| Lewon Hornsby                                 |                                             |                                             |                                             | Don Fellows                                 |
| 1er aîné de Krypton                           |                                             |                                             |                                             | David Garth                                 |
| 2d aîné de Krypton                            |                                             |                                             |                                             | Esmond Knight                               |

### Documentaire
- Super/Man : L'Histoire de Christopher Reeve, film de Ian Bonhôte et Peter Ettedgui, Words + Pictures / Passion Pictures / Misfits Entertainment / Jenco Films, 2024, 104 minutes.